# Juan Ramón Zapata
Juan Ramón Zapata (ur. 18 czerwca 1974 roku w Moncada) – hiszpański kierowca wyścigowy.

## Kariera
Zapata rozpoczął karierę w międzynarodowych wyścigach samochodowych w 2006 roku od startów w Honda BPI Cup, gdzie z dorobkiem 170 punktów uplasował się na szóstym miejscu w końcowej klasyfikacji kierowców. W późniejszych latach Hiszpan pojawiał się także w stawce International GT Open, Spanish GT Championship, Hiszpańskiej Formuły 3, Francuskiej Formuły 3, Włoskiej Formuły 3000 oraz Euroseries 3000.